# Jadwiga Szczykowska-Załęska
Jadwiga Szczykowska-Załęska (ur. 15 czerwca 1950) – polska rzeźbiarka, doktor habilitowany, profesor nadzwyczajny Wydziału Architektury Politechniki Białostockiej.

## Życiorys
Jest absolwentką Liceum Plastycznego im. Artura Grottgera w Supraślu. Uzyskała stopień doktora habilitowanego. Została nauczycielem akademickim Wydziału Architektury Politechniki Białostockiej, gdzie początkowo była pracownikiem Zakładu Rysunku, Malarstwa i Rzeźby, a następnie Katedry Sztuki.
Spod jej dłuta pochodzą m.in. Pomnik ks. Jerzego Popiełuszki w Białymstoku, medal Mennicy Polskiej z okazji 500-lecia Supraśla, nagrobek litewskiej malarki Anny Krepsztul w Taboryszkach na Litwie. Była główną projektantką Mauzoleum Powstańców Listopadowych na Kopnej Górze.
Była zamężna z Wojciechem Załęskim, rzeźbiarzem i pisarzem z Supraśla.